# Nemesis (roman)
För andra betydelser, se Nemesis (olika betydelser).
Nemesis är en detektivroman av Agatha Christie med Jane Marple i huvudrollen. Boken utkom på engelska 1971 och på svenska 1973. Det var den sista Miss Marple-romanen som författaren skrev, även om Miss Marples sista fall var den sista Miss Marple-romanen som publicerades.
Miss Marple mötte Jason Rafiel för första gången i Ett karibiskt mysterium, där de löser ett mysterium. I sitt testamente lämnar Rafiel ett annat mysterium till Miss Marple att lösa.
Nemesis fick överlag positiva recensioner vid tidpunkten för publiceringen. Den beskrevs som "häpnadsväckande fräsch" med en "djävulskt fin" konfrontation och var på det hela taget "ganska värdig detektivhistoriens Picasso". Det är en "förstklassig historia" i en "traditionell detektivroman". Romanen är "läsvärd och genial" och "Miss Christie förblir orubblig" vid 80 års ålder. En senare recension av Barnard är den enda negativa noteringen, där det står "Trädgårdsgångarna vi leds uppför är varken lockande eller lönsamma", och Barnard betygsätter Christies senare romaner i allmänhet inte lika bra som de tidigare.
Nyare analyser av handlingen och karaktärerna i denna roman finner homosexuella teman, men karaktären "Miss Marple verkar se den passionerade vänskapen mellan kvinnor som bara en fas i deras liv", vilket var "en konventionell uppfattning, som hölls av människor i Marples generation och samhällsklass.

## Handling
Miss Marple får ett brev från advokaterna till den nyligen avlidne Jason Rafiel, en miljonär som en gång hade hjälpt henne att lösa ett mord. Rafiel ber henne att undersöka ett ospecificerat brott. Om hon lyckas lösa brottet kommer hon att ärva 20 000 pund. Rafiel har lämnat få ledtrådar till henne. Hon börjar med att följa med på en rundtur i berömda brittiska hus och trädgårdar tillsammans med femton andra personer, arrangerad av Mr Rafiel före hans död. Elizabeth Temple, en pensionerad rektor, berättar historien om Verity, som var förlovad med Rafiels son Michael men aldrig gifte sig med honom. En annan medlem i resegruppen, Miss Cooke, är en kvinna som Marple hade träffat som hastigast i St. Mary Mead.
Nästa ledtråd kommer från Lavinia Glynne; Rafiel hade skrivit till Mrs Glynne och hennes två systrar före sin död och föreslagit att Miss Marple skulle tillbringa de mest fysiskt utmanande dagarna av turnén med dem på deras gamla herrgård. Miss Marple tackar ja till Lavinias inbjudan. Hon träffar sedan Lavinias systrar, Clotilde och Anthea Bradbury-Scott. När Miss Marple går runt på området får hon syn på en krypande växt som är på väg att blomma, Bokharabinda, som täcker resterna av växthuset. När Miss Marple pratar med tjänaren får hon veta att Verity gick med i familjen efter att båda hennes föräldrar hade dött, och att hon blev ganska fäst vid Clotilde. Verity är död nu, brutalt mördad, och Michael Rafiel sitter i fängelse.
När Miss Marple återvänder till resesällskapet får hon veta att Miss Temple skadades av ett stenras under föregående dags vandring och nu ligger på sjukhus, knappt vid medvetande. Gruppen stannar över en extra natt för att vänta på nyheter från reseledaren om Miss Temples hälsa. Professor Wanstead, en patolog och psykolog som var intresserad av kriminella hjärnor, hade fått i uppdrag av Rafiel att följa med på rundturen. Han anförtror att han en gång förhörde Michael Rafiel på order av chefen för fängelset där Michael satt inspärrad, och kom fram till att Michael inte var kapabel att mörda. Han berättar för Miss Marple hur avlägsen Michaels far verkade, trots att han ville ha rättvisa, och nämner en försvunnen ung kvinna från trakten, Nora Broad, som han fruktar också kommer att hittas mördad.
Wanstead tar med sig miss Marple för att träffa miss Temple, som hade frågat efter henne. Miss Temple vaknar tillräckligt länge för att säga till Miss Marple att "leta efter Verity Hunt", och dör samma natt. De tre systrarna bjuder in Miss Marple när hon bestämmer sig för att inte återvända till turnén, och hon tackar genast ja. Samma kväll berättar Mrs Glynne historien om Verity i deras hushåll för miss Marple.
Efter utredningen av Miss Temples död får Miss Marple besök av ärkediakon Brabazon, en vän till Miss Temple. Han berättar för Miss Marple att han skulle viga Verity Hunt och Michael Rafiel i en hemlig ceremoni. Även om han ogillade hemlighetsmakeriet och oroade sig för deras framtidsutsikter, gick han med på att viga dem eftersom han kunde se att de var förälskade. Han blev mycket förvånad när ingen av dem dök upp till bröllopet eller skickade ett brev. Miss Marple stannar ytterligare en natt hos de tre systrarna när turnén fortsätter. Professor Wanstead reser till London med tåg i ett ärende åt Miss Marple. Miss Barrow och Miss Cooke bestämmer sig för att besöka en närliggande kyrka. Senare samma kväll talar miss Marple med systrarna om vad hon tror kan ha hänt, och medan de gör det dyker miss Barrow och miss Cooke upp för att tala med miss Marple. De stannar en stund och blir sedan bjudna tillbaka på kaffe samma kväll.
När de talar om Miss Temple föreslår Miss Marple, om än förskönande, att Joanna Crawford och Emlyn Price (två av dem som var med på turnén) knuffade stenblocket, och att deras alibin bara är påhitt. När de gör sig redo att ge sig av, föreslår miss Cooke att kaffet inte skulle passa miss Marple, eftersom det kommer att hålla henne vaken hela natten. Clotilde bjuder sedan på lite varm mjölk. De två damerna ger sig snart av, men båda återvänder för att hämta ett kvarglömt föremål. Klockan tre på morgonen kommer Clotilde in i fröken Marples rum, förvånad när fröken Marple tänder lampan. Miss Marple säger till henne att hon inte druckit mjölken. Clotilde erbjuder sig att värma upp den, men Miss Marple säger till henne att hon fortfarande inte skulle dricka den eftersom hon vet att Clotilde dödade Verity Hunt och begravde hennes kropp i ruinerna av växthuset, eftersom hon inte stod ut med att Verity lämnade henne för någon annan. Hon vet också att Clotilde brutalt mördade Nora Broad för att (miss)identifiera hennes kropp som Veritys och därmed misstänkliggöra Michael Rafiel. Clotilde mördade även miss Temple. När Clotilde närmar sig henne blåser Miss Marple i en visselpipa, vilket får Miss Cooke och Miss Barrow att försvara sig - de är livvakter som är anställda av Mr Rafiel för att skydda Miss Marple. Clotilde dricker själv mjölken som är förgiftad. Miss Marple berättar historien för inrikesministern och berättar att Verity är begravd på Bradbury-Scotts egendom. Michael Rafiel släpps fri, och Miss Marple hämtar sitt arv, övertygad om att hon har slutfört den uppgift hon fått.

## Karaktärer
- Miss Marple: Ensamstående kvinna som blir skröplig med åldern, en naturlig detektiv. Hon tar sig an en förfrågan från Jason Rafiel, med lite inledande information, om att lösa ett icke namngivet brott åt honom.
- Jason Rafiel: Miljonär, nyligen avliden, som först träffade Miss Marple i Ett karibiskt mysterium.
- Michael Rafiel: Son till Jason, fortfarande misstänkt för mord; Jason anser att hans son inte gör något bra.
- Esther Walters: Rafiels sekreterare, som först träffade Miss Marple i Ett karibiskt mysterium..
- Verity Hunt: Förlovad med Michael Rafiel för flera år sedan, men äktenskapet blev aldrig av. Hon hittades mördad, identifierad av Clotilde Bradbury-Scott.
- Miss Elizabeth Temple: Pensionerad rektor på skolan som Verity Hunt gick på, som delar med sig av historien om Verity Hunts förlovning med Miss Marple, när de båda tar en rundtur i berömda hus och trädgårdar. Hon skadas av ett stenras medan Miss Marple tar sin vilodag, och dör nästa dag.
- Miss Cooke: Ung kvinna i resegruppen, som Miss Marple minns att hon såg nära sitt hem före turnén; Senare visade det sig att han skickats på turnén av Jason Rafiel, för att hjälpa och skydda Miss Marple.
- Miss Barrow: En av de femton på turnén; hon infinner sig tillsammans med miss Cooke för att skydda miss Marple.
- Lavinia Glynne: En änka och en av de tre systrarna Bradbury-Scott, som bor längs turnévägen, nära den punkt där trädgården som ska besökas är en påfrestande promenad för en bräcklig kvinna; Systrarna kontaktades av Jason Rafiel för att bjuda in Miss Marple att bo hos dem tills turnén skulle fortsätta.
- Clotilde Bradbury-Scott: Ogift äldre syster till Lavinia som blev fäst vid Verity Hunt, som skickades för att bo med de tre systrarna när hennes föräldrar dog.
- Anthea Bradbury-Scott: Ogift yngre syster till Lavinia och Clotilde.
- Professor Wanstead: En av de femton personer som var med på turnén med Miss Marple, också på inbjudan av Jason Rafiel. Han är en psykiater som undersökte Michael Rafiel. Wanstead bedömer Michael som oförmögen att mörda.
- Ärkediakon Brabazon: En vän till Miss Temple som berättar för Miss Marple att han hade gått med på att förrätta det hemliga bröllopet mellan Michael och Verity. Det är ett ovanligt förfarande för honom, ett hemligt äktenskap, men han bedömde att de verkligen var förälskade i varandra.
- Joanna Crawford: Ung kvinna på turné med sin moster.
- Emlyn Price: Ung man på turnén.
- Nora Broad: En flicka från trakten av Bradbury-Scotts hem vars kropp är vanställd vilket gör det svårt att identifiera henne.

## Litterär betydelse och mottagande
Matthew Coady i The Guardian den 4 november 1971 sammanfattade: "Inte en Christie-klassiker men den gamla handen är förvånansvärt fräsch och blandningen lika avslappnande som ett varmt bad."
Maurice Richardson skrev i The Observer den 31 oktober 1971 om Miss Marple i denna berättelse: "Uppgörelsen när hon, ensam i sängen, helt försvarslös utan ens en sticka, konfronteras med en muskulös stor djävul till butch, är djävulskt bra. Inte en av hennes bästa, kanske, men anmärkningsvärt uppfinningsrik, helt värdig detektivhistoriens Picasso."
Daily Mirror skrev den 28 oktober 1971: "Med denna förstklassiga historia återvänder Dame Agatha triumferande till den traditionella detektivromanen efter en period av psykologisk spänning."
Robert Weaver skrev i Toronto Star den 4 december 1971: "Christie förtjänar verkligen den lojalitet som erbjuds henne av anhängare av det traditionella mysteriet. Hon är lättläst och genial, och i Nemesis har hon den amatörmässiga kvinnliga detektiven Miss Jane Marple djupt indragen i ett mordfall när hon försöker utföra en begäran som kommer i kraft från andra sidan graven. Efter 80 år förblir fröken Christie orubblig."
Robert Barnard kommenterade handlingen med att "Miss Marple skickas på en rundtur i ståtliga trädgårdar av Mr Rafiel". Hans allmänt negativa syn på romanen uttrycktes kortfattat i en mening: "De trädgårdsgångar vi leds uppför är varken lockande eller lönsamma. Alla de vanliga restriktionerna om den sena Christie gäller."

## Homosexuella teman
Romanen handlar om den outtalade "kvinnokärlekens" outtalade natur. Clotilde Bradbury-Scott skildras som en äldre "Gentlewoman" som bor med sina två systrar. När Miss Marple träffar Clotilde anar hon Clotildes verkliga natur. Ändå verkar Marple förblindad från att se sanningen i det här fallet, på grund av sina egna förväntningar på kön.
Marple tänker för sig själv att Clotilde "skulle ha blivit en magnifik Klytaimnestra ---hon kunde ha huggit en man i badkaret av jubel". Ändå avfärdar hon denna tanke. Clotilde har aldrig gift sig och Marple tror att Clotilde är oförmögen att mörda någon annan än hennes version av Agamemnon. I romanen har Clotilde mördat sin älskade, för att hindra den unga kvinnan från att lämna Clotilde för att "leva med en man och få barn, äktenskap och normalitet.
Christie kopplar den upplevda avvikelsen hos lesbianism till det avvikande beteendet att mörda. Ändå skildras Clotilde som passionerad i sin kärlek. Denna passion både hindrar henne från att vanställa Veritys lik och skyddar henne från att lida någon verklig sorg över Veritys död.
Mördarens identitet var avsedd att förbrylla Christies typiska läsare. Clotilde Bradbury-Scott skildras som en respektabel ungmö. Ändå avslöjas det att hon har dödat sin unga skyddsling Verity Hunt med en kombination av kärlek och svartsjuka. Kärleken mellan Clotilde och Verity utforskas aldrig fullt ut, eftersom Christie vanligtvis ägnade minimal utveckling och exponering åt passionerade relationer i sina verk.
I sin slutsats verkar Miss Marple se den passionerade vänskapen mellan kvinnor som endast en fas i deras liv. En fas som är dömd att ta slut när en av kvinnorna väljer en manlig älskare istället. Detta var ett val som vanligtvis stod öppet för den yngre kvinnan i ett samkönat förhållande. Det var en konventionell uppfattning, som omfattades av människor i Marples generation och samhällsklass. Christies verk i allmänhet antyder att kvinnor har ett "tvingande behov av och rätt till full sexuell erfarenhet". Ändå överväger Christie (i den här romanen) inte ens möjligheten att ett lesbiskt förhållande skulle kunna vara lika tillfredsställande som ett heterosexuellt.
I romanen avvisade Verity slutligen Clotilde till förmån för Michael Rafiel. Det kloka i detta val ifrågasätts egentligen inte. Miss Marple erkänner själv att Michael "aldrig har varit bra" och att han hade små chanser att någonsin bättra sig, även om han har blivit felaktigt dömd för mordet. Ändå verkar Marple övertygad om att Michael var rätt man för "den unga, vackra, oskuldsfulla och goda" Verity, kanske för att han kunde erbjuda henne sexuell tillfredsställelse och barn. Michael framställs därmed som ett överlägset val som romantisk partner till Clotilde. Samme Clotilde skildras som ädel och intelligent och kärleksfull emot Verity mer än någon annan eller något annat i världen. Clotilde är den enda karaktären som vägrade acceptera Veritys naturliga preferens för män.
Verity är inte den enda som mördats av Clotilde. Det andra offret är Nora Broad, en attraktiv arbetarklassflicka. Clotilde erbjuder Nora "förföriska gåvor" och vänskapshandlingar, men fortsätter med att brutalt mörda henne. När Clotilde blir ombedd att identifiera Noras lik identifierar hon henne falskeligen som Verity. Detta är en upprepning av ett mönster från Liket i biblioteket (1942). I båda fallen kontaktas en person av polisen och ombeds att identifiera ett lik. I båda fallen har personen hemliga motiv och gör avsiktligt en falsk identifiering. Polisen utreder mordet på överklass-Verity, men Noras försvinnande utreds inte. Polisen betraktar henne bara som ännu en "promiskuös" flicka som inte informerade sin familj om att hon rymde med en man.

## Bearbetningar

### TV

#### BBC-version
1987 sändes Nemesis av BBC i två 50-minutersavsnitt söndagen den 8 februari och söndagen den 15 februari 1987. Det var den åttonde filmatiseringen (av tolv) i TV-serien Miss Marple med Joan Hickson i huvudrollen som Miss Marple. Den avviker ganska markant från romanen. Miss Temple dödas av en stenbyst som knuffas ner från en balkong medan hon går runt i ett bibliotek snarare än av ett stenras under en vandring, Michael Rafiel skickas inte i fängelse för Veritys död eftersom han aldrig åtalades på grund av brist på bevis och istället ses leva på gatan, och Nora Broads namn ändras till Norah Brent. En ny fiktiv brorson/gudson till Miss Marple, Lionel Peel, följer med henne; Han bor hos henne efter att hans fru kastat ut honom. Dessutom har karaktärerna Esther Walters, Emlyn Price och Joanna Crawford tagits bort.
Vid tidpunkten för sändningen hade prequel-berättelsen Ett karibiskt mysterium inte producerats eller sänts. Rollen som Jason Rafiel spelades så småningom av Donald Pleasence och inte av Frank Gatliff som porträtterade karaktären i denna produktion.

#### ITV-version
År 2007 sände ITV Nemesis (sändes 1 januari 2009) med Geraldine McEwan som en del av den tredje säsongen av hennes Agatha Christies Marple-serie. Som med andra adaptioner som gjorts för den här serien, var den här versionen bara mycket löst baserad på romanen, med handlingen, motiven och identiteten för de flesta av karaktärerna och scenerna ändrade, nästan allt om mördarens karaktär förändrades väsentligt och samtida teman lades till.
Syster Clotilde mördar fortfarande Verity för att hon bestämmer sig för att lämna nunneklostret (och henne) och gifta sig med Michael. Hon informerar abbedissan om att en okänd och svårt bandagerad soldat har dött, och täcker Verity i bandage så att hon begravs som "Ralph Collins". När syster Clotilde ser en desperat tidningsannons som söker efter den försvunne mannen Martin Waddy, som försvann i Dunkerque, berättar syster Clotilde för soldaten (som har tappat minnet) att han är Martin Waddy. Hon presenterar honom sedan för den förtvivlade hustrun, som accepterar honom. Detta bedrägeri är vad som leder till de andra morden. Syster Clotilde begår självmord med en staty av ett helgons spjut, och Ralph träffar sin riktiga fru som har levt som änka i elva år.

#### Koreansk version
Romanen anpassades också som en del av den koreanska tv-serien Ms. Ma, Nemesis från 2018.

### Radio
Nemesis dramatiserades för radio av BBC Radio 4 med June Whitfield i huvudrollen. Den sändes första gången i november-december 1998 och igen under senare år, inklusive 2011 och 2013.

### Fotnoter
1. ↑  Peers, Chris (March 1999). Collins Crime Club – A checklist of First Editions. Dragonby Press. sid. 15
2. ↑  Cooper, John (1994). Detective Fiction – the collector's guide. Scholar Press. sid. 82, 87. ISBN 0-85967-991-8
3. ↑  ”Twilight Years 1968-1976”. American Tribute to Agatha Christie. http://home.insightbb.com/~jsmarcum/agatha68.htm. Läst 4 augusti 2015.
4. 1 2  Coady, Matthew (4 november 1971). ”Review”. The Guardian:  s. 14.
5. 1 2  Richardson, Maurice (31 oktober 1971). ”Review”. The Observer:  s. 31.
6. 1 2  ”Review”. Daily Mirror:  s. 25. 28 oktober 1971.
7. 1 2  Weaver, Robert (4 december 1971). ”Review”. Toronto Daily Star:  s. 51.
8. 1 2  Barnard, Robert (1990). A Talent to Deceive – an appreciation of Agatha Christie. Fontana Books. sid. 202. ISBN 0-00-637474-3
9. 1 2 3 4 5  Makinen 2006, s. 105.
10. 1 2 3 4 5 6 7  Gill 2016.
11. ↑  Christie, Agatha (2016). Nemesis. Harper. sid. Chapter 8. ISBN 978-0008196622
12. ↑  ”Nemesis”. Miss Marple on BBC Radio: June Whitfield. 23 november 2001. Arkiverad från originalet den 13 september 2022. https://web.archive.org/web/20220913212317/http://www.lchr.org/a/12/ea/marple.html#Nemesis. Läst 4 augusti 2015.
13. ↑  ”Miss Marple - Nemesis”. BBC Radio 4. 4 april 2011. http://www.bbc.co.uk/programmes/b0100lqx. Läst 4 augusti 2015.